# Канху-тэ

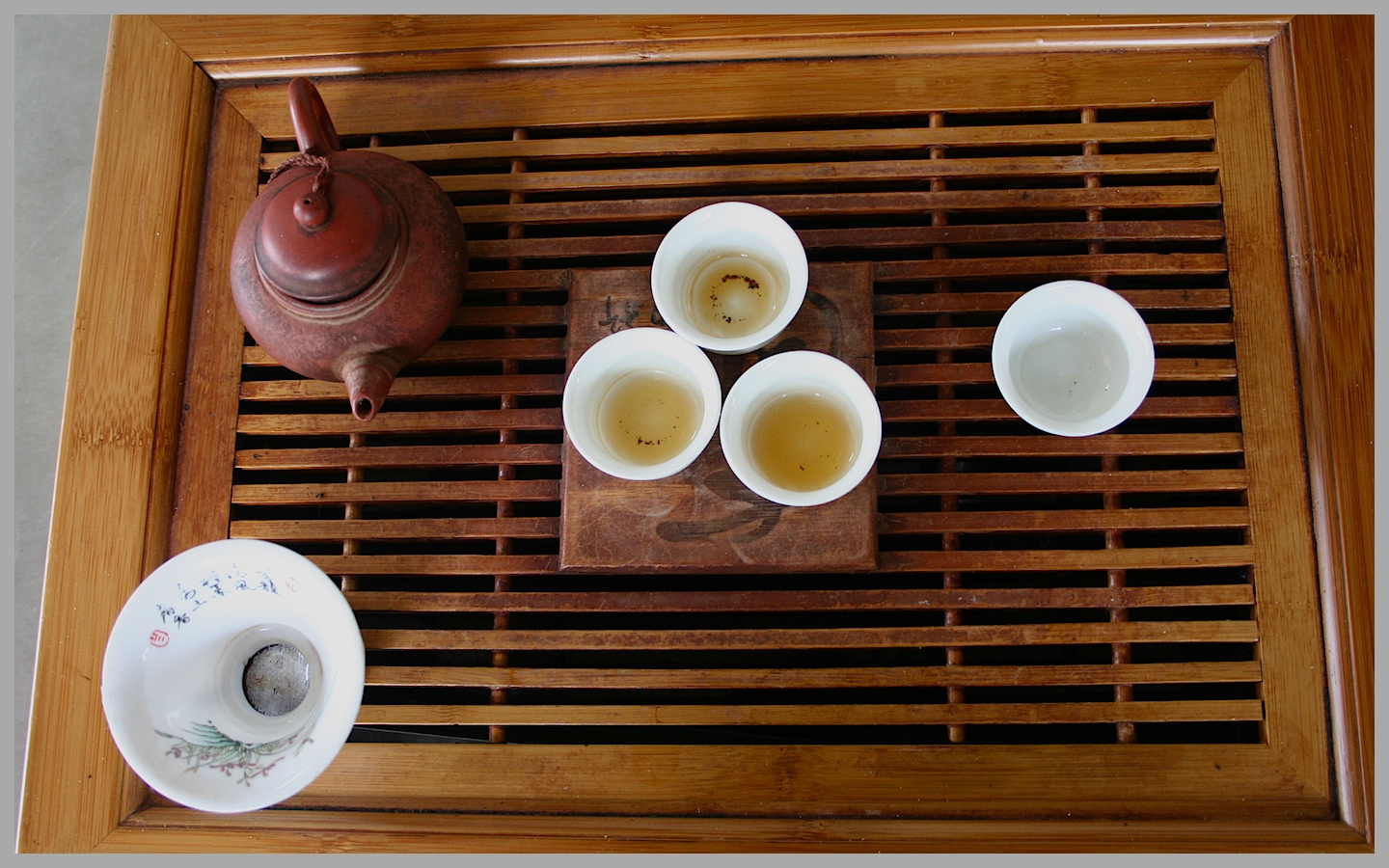

Канху-тэ (хокло и чаош. 工夫茶 kang-hu-tê; также кунгфу-чай или гунфу-ча, от с.-кит. 功夫茶 gōngfuchá) — часть китайской чайной культуры, распространенной среди чаошаньцев (в провинции Гуандун) и хокло (Фуцзянь).
Практика канху-тэ включена в список нематериального культурного наследия Китая.

## Название
Слово канху (工夫 kang-hu) на южноминьских языках (хокло и чаошаньском) означает то же, что кунгфу (功夫) — «старательный, продолжительный, выверенный, искусный».
На Тайване также встречается название «чай старика» (老人茶 lǎu-lâng-tê).

## История
Метод приготовления чая, впоследствии названный канху-тэ, впервые упоминается Юань Мэем в 18-м веке. Под названием «канху-тэ» этот метод упоминается около 1800 года у Юй Цзяо (俞蛟), служившего чиновником в Гуандуне и описывавшего обычаи чаошаньцев. Оба автора, будучи уроженцами дельты Янцзы, описывают эту практику как диковинку, не характерную для их родного Северного Китая.
В 1957 году чаошанец Ан Хви-тон (翁輝東) публикует книгу «Чаошаньский чайный канон» (潮州茶經). Там он подробно описывает метод канху-тэ, а также удивление других китайцев, впервые видевших такой метод заваривания чая. Вместе с тем, их поражала крайняя популярность канху-тэ у жителей Чаошаня, которые готовили чай таким образом повсеместно — на полях или в заводских цехах.

## Ингредиенты
Вода для кипячения предпочитается родниковая, допустима также речная или колодезная.
В Фуцзяни и Чаошане обычно заваривают миньский или тайваньский чай, как чёрный («красный»), так и зелёный или улун. Самый популярный сорт — «Железная Авалокитешвара» из Аньси. Чаи из других регионов, как например пуэр из Юньнани, в Фуцзяни не распространёны, но технически любой чай можно заварить способом канху-тэ. Чайные листья (茶箬 tê-hio̍h) в миньских языках также называют «сердцем чая» (茶心 tê-sim) или даже «чайным рисом» (茶米 tê-bí) — подчёркивая, что употребление чая настолько же значимо, как и обычный приём пищи.

## Посуда
Большой чайник для разогрева воды называется тэко (茶鈷 tê-kó͘) или тэвэ (茶鍋 tê-oe). Традиционно он разогревался на небольшой печке на мелких угольках, которые шевелились медными палочками и поддувались веером, ныне чаще используются электрические или спиртовые печи.
Чайник и чашки располагаются на двухуровневой чайной платформе тэпуа (茶盤 tê-pôaⁿ) с резервуаром для слитой воды, либо же внутри чайного омовейника тэсуэ (茶洗 tê-sóe).
Азиатские заварочные чайники заметно меньше по габаритам, чем западные. В Фуцзяни чайник называют тэпан (茶瓶 tê-pân) или тэкуан (茶罐 tê-koàn) — часто эти слова используются как синонимы, но первое особо обозначает высокий продолговатый чайник, второе — округлый чайник.
Традиционно используются три одинаковые чашки тэпуэ (茶杯 tê-poe) — пословица гласит: «Чтобы насладиться питьём, чаю нужны трое, вину — четверо» (啉卜趣味，茶三酒四 lim beh chhù-bī, tê saⁿ chiú sì). Стандартный вид чашек называется тэау (茶甌 tê-au) — у них нет ручек, обычно они сделаны из тонкой белой керамики. Также существуют более миниатюрные дегустационные чашки тэчин (茶盅 tê-cheng).

### Чашки с крышками

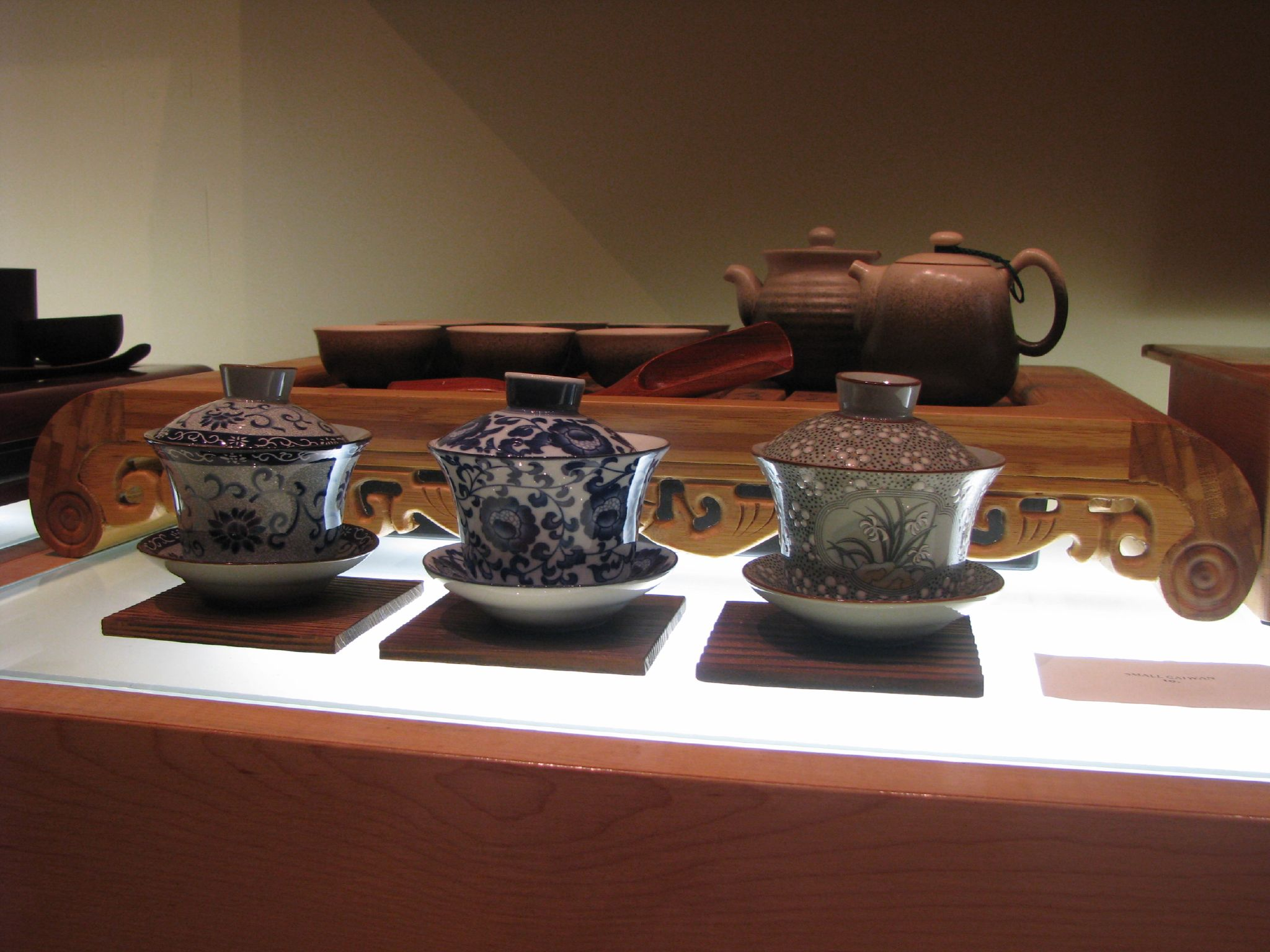
Три крытые чашки

Крупные чашки с крышками называют хип-ау (翕甌 hip-au «чашка для томления») или кхам-ау (勘甌 khàm-au «чашка с крышкой») на языке хокло, хим-ау (禁甌 hìm-au) на чаошаньском, и гайвань (蓋碗 gàiwǎn) на мандаринском языке. Они часто имеют при себе чайные блюдца тэцун (茶船 tê-chûn).
Чашки с крышками могут использоваться вместо чайника в случаях, когда требуется быстрая заварка для множества гостей — из таких чашек можно быстро удалять осадки, но они хуже удерживают аромат по сравнению с чайниками.

## Заваривание
Первый шаг канху-тэ — кипячение воды и разогрев чайной утвари. Температура, которую поддерживают при кипячении, зависит от типа чая: для зелёных чаёв и улунов она меньше, для чёрных чаёв больше, но она никогда не превышает 100 °C — если вода закипела, она должна немного остыть. Слишком высокая температура сделает чай горьким.
Для разогрева посуды горячая вода заливается в пустой чайник или чашку с крышкой, оттуда она переливается в чашки, и затем сливается. Все чашки разливаются одновременно, по кругу — традиционно их выставляют треугольником. После этого чай отсыпают в разогретый чайник из коробки для чайных листьев тэхьё-куан (茶箬罐 tê-hio̍h-koàn), либо из салфетки или блюдца, где было заготовлено необходимое количество чая.

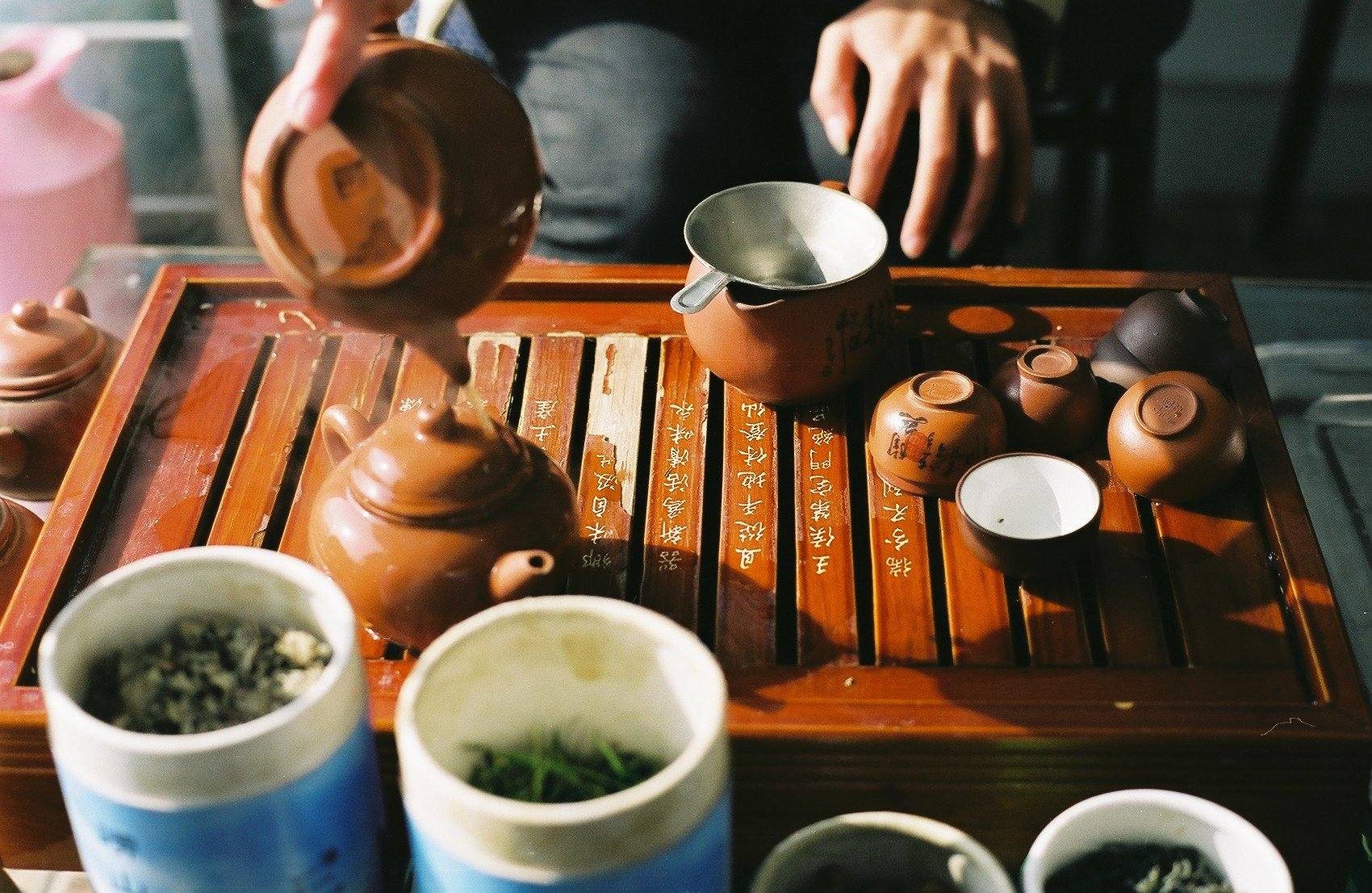
Обмывание одного чайника другим при заваривании нескольких чаёв

Первое заваривание длится всего несколько секунд, его не используют для питья, но им могут обмывать чашки и чайник снаружи. В прошлом чайные листья после сборки сминались ногами, поэтому считалось, что «у первой заварки — вкус пота с ног, и только у второй вкус чайных листьев» (頭遍骹液，二遍茶箬 thâu-piàn kha-sio̍h, jī-piàn tê-hio̍h). Ныне чай сминается механически, но традиция сливать чай с первой заварки сохранилась — она может обосновываться другими нежелательными материалами на чайных листьях, такими как пестициды, пыль и т. д.
После каждого заваривания чай разливают в чашки следующим образом: сначала разливают по кругу непрерывно и быстро, не поднимая чайник — этот процесс метафорически именуется «Князь Куан обходит крепость» (關公巡城 Koan-kong sûn-siâⁿ). В конце остатки чая доливают каплями в каждую чашку — в рифму это называют «Хань Синь отмечает солдат» (韓信點兵 Hân Sìn tiám-piaⁿ). Чашки должны быть наполнены не до краёв, а примерно на 70 %.
Если необходимо сохранить чайник тёплым как можно дольше, используют так называемое «чайное гнездо» — тэсю (茶岫 tê-siū) — плетёную корзину с подушкой, в которую погружается чайник.
К чаю подают закуски (茶配 tê-phèr) — обычно это разного рода местные сладости.

## В популярной чайной культуре

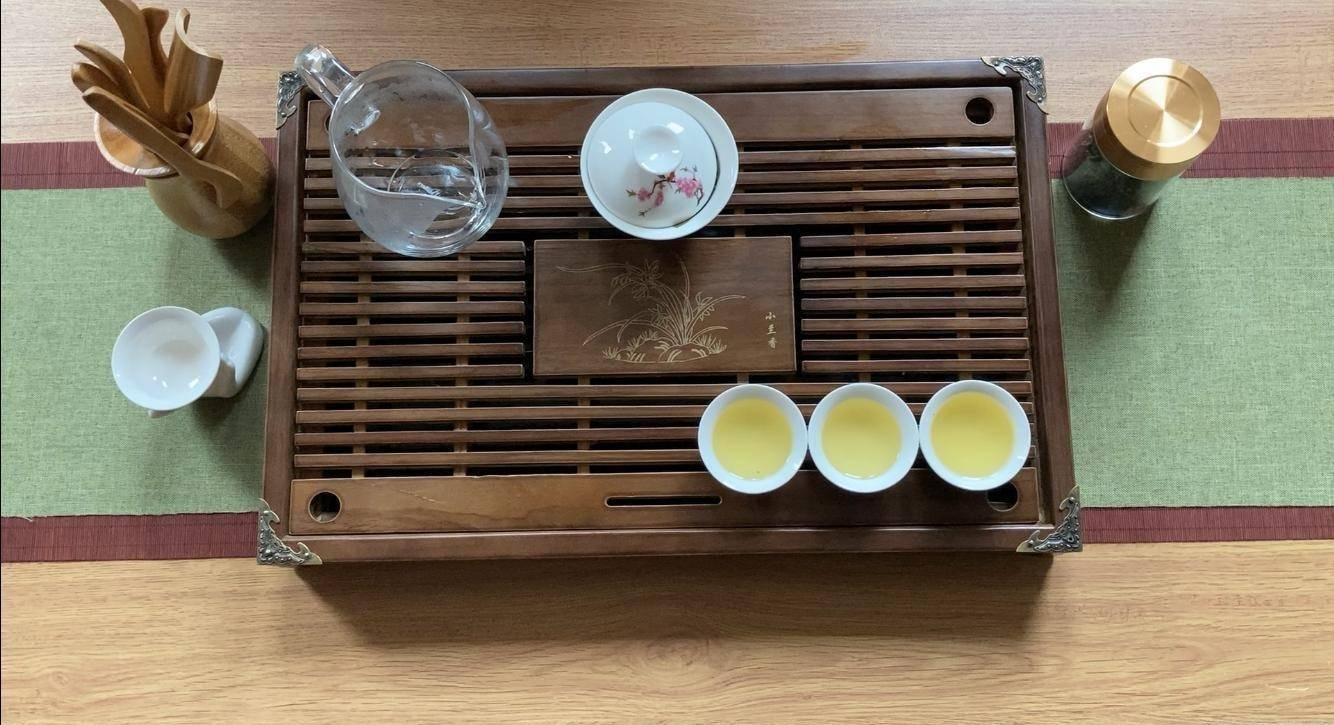
Современная популярная чайная церемония (с крытой чашкой и кувшином-«уравнительной чашей»)

В 1970 и 80-е годы на Тайване было создано «китайское чайное искусство» (中華茶藝) — ресторанный метод подачи чая, основанный на канху-тэ. В то же время оригинальный традиционный канху-тэ не является «искусством» или «церемонией» в буквальном смысле — у чаошаньцев и хокло это обычный повседневный способ приготовления чая.
«Ресторанные» чайные церемонии склонны использовать более экзотические аспекты традиционного канху-тэ, например, заваривание в чашке с крышкой. Многие их элементы появились лишь в последние десятилетия, часто они заимствованы из других чайных традиций, например, японской чайной церемонии или кантонской ямча.

### Сосуд для демонстрации чая
В современной популярной чайной церемонии необходимое количество чая могут засыпать в небольшой сосуд в виде совка или ковша, из него же могут давать гостям понюхать запах чая перед заваркой и оценить внешний вид чайных листьев. Этот предмет, как и само действие («знакомство с чаем»), заимствован из японской традиции сэнтядо, где он известен под названиями саго (茶合), тясоку (茶則) или сэмбай (仙媒).
В Китае в среде чайных энтузиастов этот предмет часто называют «чайный лотос» (茶荷, с.-кит. cháhé, хокло tê-hô, яп. тяка). Это искажённое название появилось из-за неправильной интерпретации слова саго (茶合, с.-кит. cháhé, хокло tê-ha̍p, яп. саго:) — в севернокитайском языке они оба читаются как чахэ. По этой причине в современных китайских заведениях появились миниатюрные сосуды для чайных листьев в форме листка, в отличие от традиционных японских саго в форме совка или слегка изогнутой плоской доски.
Помимо саго, часто встречается ещё одно подражание японской чайной традиции — чайное полотенце тякин (茶巾).

### «Уравнительная чаша»
Один из заметных элементов «китайской чайной церемонии», созданный на Тайване в 1980-е — кувшин, в который переливается чай из чайника перед разливанием его в чашки. Утверждается, что это необходимо для того, чтобы чай не различался по консистенции, поэтому этот кувшин также называют «уравнительная чаша» (公道杯, также переводится «чаша честности» или «чаша справедливости»).
Некоторые современные чайные энтузиасты также ошибочно называют этот кувшин «чайное море» (茶海 хокло tê-hái, с.-кит. cháhǎi), однако изначально у чаошаньцев это слово обозначало сосуд или платформу, на которой заваривается чай.

### Другие особенности
Во многих ресторанах, преимущественно на Тайване, чай подают в двух чашках («чайной паре»): обычной дегустационной чашке для питья (хокло 品茗杯 phín-bêng-poe, с.-кит. 品茗杯 pǐnmíng-bēi) и высокой тонкой чашке для нюхания аромата (хокло 鼻芳杯 phīⁿ-phang-poe, с.-кит. 聞香杯 wénxiāng-bēi). В севернокитайском языке слово «нюхать» звучит как 聞 wén, тогда как в других языках (классическом китайском, хокло, японском) этот же иероглиф (яп. 聞 бун, хокло 聞 bûn) означает «слушать», из-за чего в русскоязычном чайном сленге могут использовать ложную кальку «слушать чай» в значении «нюхать аромат чая».
Ресторанным чайным церемониям свойственно использование множества специализированных мелких чайных предметов: щипцов для взятия чашек, чайных ложек, воронок, ножичков для распорки чайных блинов, кистей и игл для ухода за чайником, а также подставок для хранения всех этих предметов. Часто используются шесть таких мелких предметов, метафорично называемые «шестеро благородных» (六君子) — при этом состав их различается в зависимости от заведения.
Помимо собственно чайной утвари, в заведениях встречаются декоративные статуэтки и игрушки («чайные петы», 茶寵, с.-кит. cháchǒng, хокло tê-thióng) — часто они делаются из той же исинской глины, что и чайники.

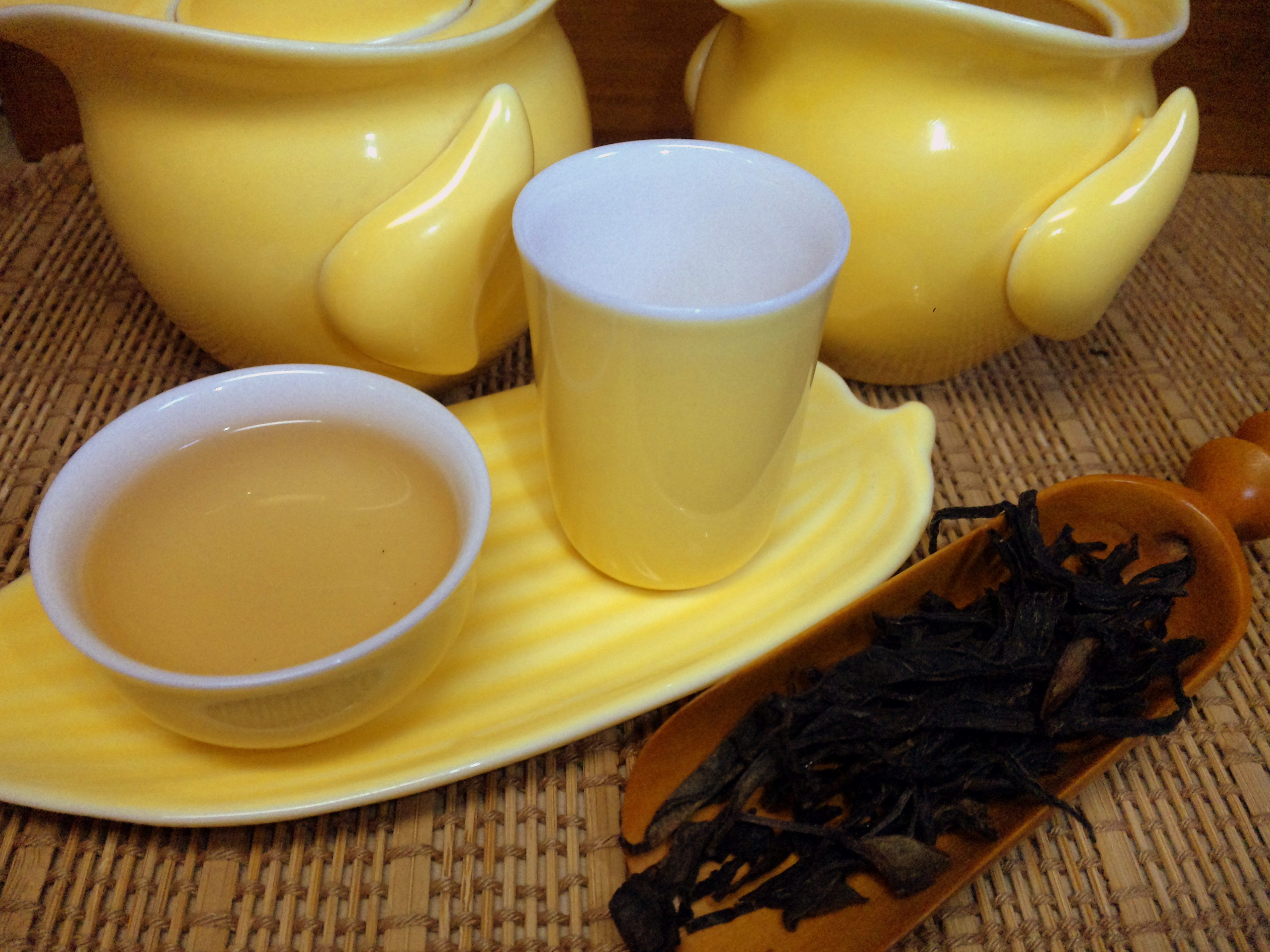
Пара современных чашек — низкая для питья и высокая для нюхания аромата. Рядом ковшик саго в оригинальном японском стиле
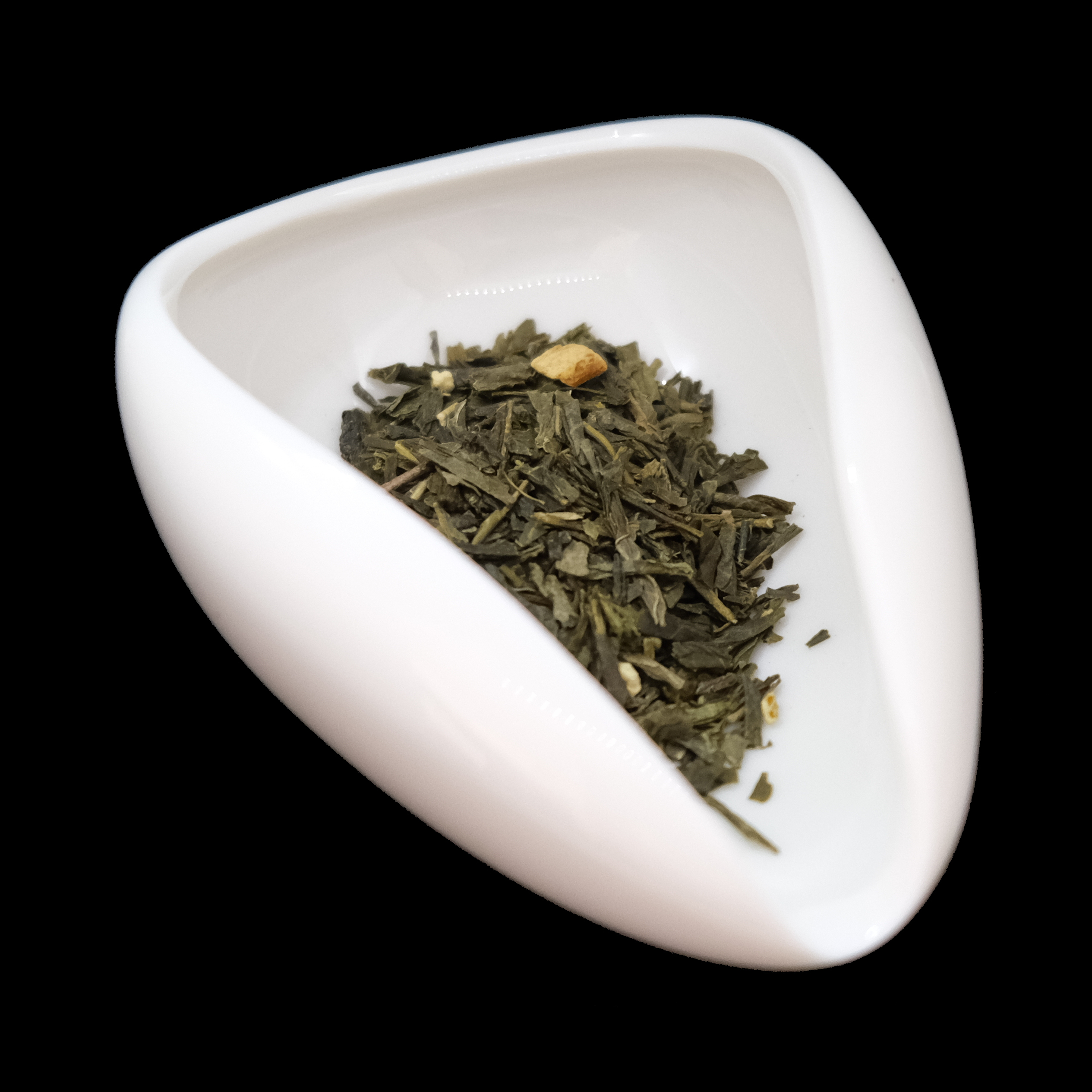
Современный китайский вариант саго (茶合) — сосуда для демонстрации чая
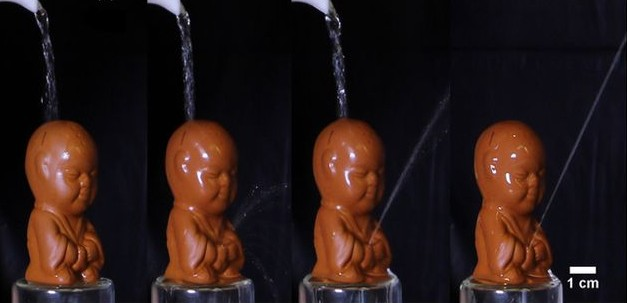
«Писающий мальчик» — популярный вариант «чайного пета»

## Как разновидность чая
В 19-м веке на Западе среди чаёв выделялась категория Congou — так называли чёрный чай из наиболее крупных листьев. Чаи этого типа были основой для «английского утреннего чая» (English breakfast tea) — смеси чаёв, созданной чайным магнатом Ричардом Дейвесом в 1843 году.
Panyong Congou, один из чаёв этого класса, был самым дорогим сортом чёрного чая в начале 20-го века и получил золотую медаль на Панамо-Тихоокеанской международной выставке.
Чай Keemun Congou (祁門功夫) является разновидностью сорта кимун.